# ディートリッヒ・フォン・ヒルデブラント

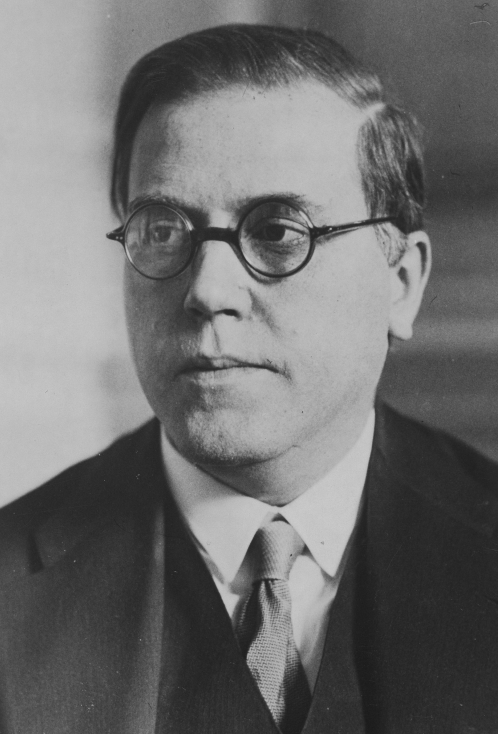
ディートリッヒ・フォン・ヒルデブラント

ディートリッヒ・フォン・ヒルデブラント（Dietrich von Hildebrand、1889年10月12日 - 1977年1月26日）はドイツのカトリック哲学者。ローマ教皇ピウス12世をして「20世紀最大の教会博士」と言わしめたことでも有名。また、同じく教皇のヨハネ・パウロ2世やベネディクト16世もヒルデブラントを高く評価しており、いずれも様々な逸話がある。

## 来歴
彫刻家アドルフ・フォン・ヒルデブラントの子として、フィレンツェの厳格なプロテスタントの家庭に生まれるが、本人は1914年にカトリックへ改宗。アドルフ・ヒトラーおよびナチズムを激しく嫌悪していたことから、1933年のヒトラー内閣成立と同時にドイツからオーストリアのウイーンに移住する。ウイーンでは時のオーストリア首相エンゲルベルト・ドルフース支援の下反ナチ紙を編集・発行するが、ナチスにより死刑を宣告される。
ヒトラーがオーストリアを併合した1938年には、再度移住を余儀なくされる。スイス・フリウーリ郊外で約1年過ごした後、トゥールーズカトリック大学で教鞭を執っていた関係上、フランスタルヌ県フィアックに身を寄せることとなる。だが1940年にヒトラーがフランスへ侵攻すると、妻子らと共にポルトガル、ブラジルを経てニューヨークへと亡命。ニューヨークではイエズス会系のフォーダム大学で哲学を教える。
1960年に大学を退職すると、余生を自叙伝の執筆に費やし、英独両言語で書かれた著書は数十冊にのぼる。1977年1月26日、心臓病のためニューヨーク州ニューロシェルにて死去。
なお、著書の翻訳と出版は現在、ディートリッヒ・フォン・ヒルデブラント財団プロジェクトに委託されているほか、ディートリッヒ・フォン・ヒルデブラント研究所には回想録が保存されている。

## 主著
- Marriage: The Mystery of Faithful Love（1929年）
- Metaphysics of Community（1930年）
- In Defense of Purity; an Analysis of the Catholic Ideals of Purity and Virginity （1931年）
- Actual Questions in the Light of Eternity（1931年）
- The Essence of Philosophical Research and Knowledge（1934年）
- Liturgy and Personality（1943年）
- Transformation in Christ（1948年）
- Fundamental Moral Attitudes（1950年）
- Christian Ethics（1952年）
- Ethics（1953年）
- Mozart, Beethoven, Schubert（1961年）
- Not as the World Gives; St. Francis' Message to Laymen Today"（1963年）
- Man and Woman: Love & the Meaning of Intimacy（1966年）
- Morality and Situation Ethics（1966年）
- The encyclical Humanae vitae, a sign of contradiction; an essay on birth control and Catholic conscience（1969年）
- Celibacy and the crisis of faith（1971年）
- What is Philosophy?（1973年）
- The Devastated Vineyard（1973年）
- Jaws of Death: Gate of Heaven（1976年）
- The Heart: an Analysis of Human and Divine Affectivity（1977年）